# بلکجو (کنتاکی)
بلکجو (به انگلیسی: Blackjoe) یک منطقهٔ مسکونی در ایالات متحده آمریکا است که در شهرستان هارلن، کنتاکی واقع شده‌است. بلکجو ۴۴۰٫۱۴ متر بالاتر از سطح دریا واقع شده‌است.